# 사토 고이치 (건축가)
사토 고이치(일본어: 佐藤 功一, 1878년 7월 2일 ~ 1941년 6월 22일)는 와세다 대학(早稲田大学)의 건축과를 창설한 것으로 알려진 일본의 건축가이다. 작품으로 관동대지진이후의 것들이 많고 와세다 대학의 상징인 오쿠마 강당(大隈講堂) 등이 있다. 니혼 여자 대학(日本女子大学)에서 교편을 잡고 여성에 대한 건축 교육의 초석을 놓았다.

## 약력
- 1878년(메이지 11년) 도치기현(栃木県)에서 출생(처음 성은 오오코시(大越)였으나 사토 가문의 양자가 됨)
- 1896년(메이지 29년) 제2고등학교(第二高等学校) 졸업
- 1903년(메이지 36년) 도쿄 제국대학 공과대학 졸업, 미에현(三重県) 기사
- 1908년(메이지 41년) 궁내성 내장료(内匠寮) 어용괘(御用掛)
- 1909년(메이지 42년) 와세다 대학에서 파견되어 다음 해까지 구미를 시찰
- 1910년(메이지 43년) 와세다 대학의 건축과를 개설하고 강사가 되었고 다음 해에 교수가 됨
- 1917년(다이쇼 6년) 야나기다 구니오(柳田國男)와 공동으로 고민가(古民家)의 보존을 목적으로 《백모회》(白茅会)를 발족하였고 곤 와지로(今 和次郎)가 참여
- 1919년(다이쇼 8년) 공학박사
- 1921년(다이쇼 10년) 도쿄여자고등사범학교 강사
- 1925년(다이쇼 14년) 니혼 여자 대학의 교수
- 1941년(쇼와 16년) 사망

## 주요 작품
- 와세다 대학 오쿠마 기념 강당 (早稲田大学大隈記念講堂, 1927년, 중요문화재)
- 이와테현 공회당 (岩手県公会堂, 1927년)
- 무사시 고등학교 강당 (武蔵高等学校講堂, 1928년)
- 군마현 청사 (群馬県庁舎, 1928년)
- 히비야 공회당・시정회관 (日比谷公会堂・市政会館, 1929년)
- 요나고시 청사 (米子市庁舎, 1930년, 현재 산인(山陰)역사관)
- 군마 회관 (群馬会館, 1930년)
- 쓰다주쿠 대학 (津田塾大学, 1932년)
- 도치기현 청사 (栃木県庁舎, 1938년, 부분 보존)
- 시가현 청사 (滋賀県庁舎, 1939년)
- 일본 적십자사 히로시마 지부 병원 (日本赤十字社広島支部病院, 1939년, 피폭건조물로 일부 보존, 현재 히로시마 적십자・원폭병원)

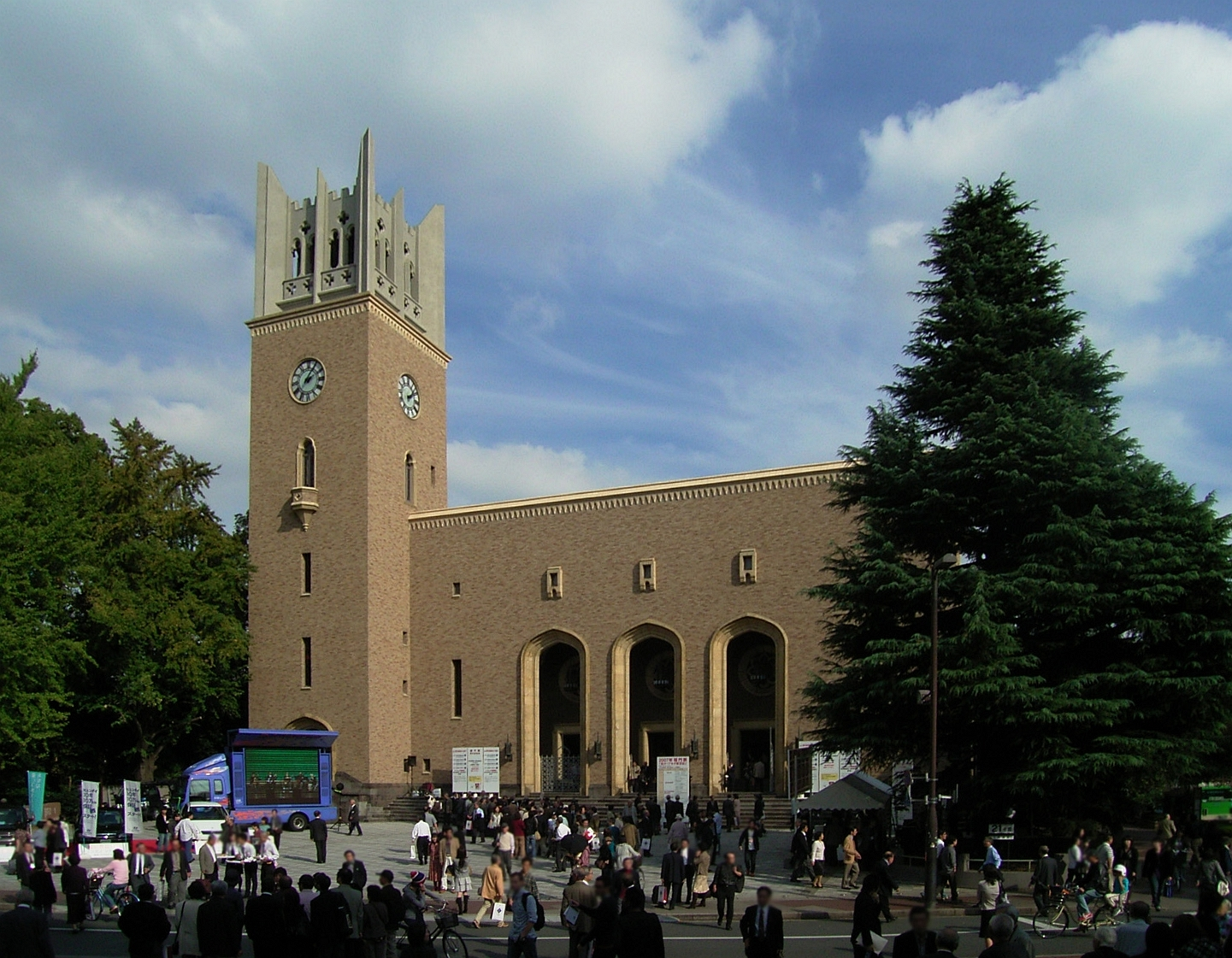
오쿠마 기념 강당
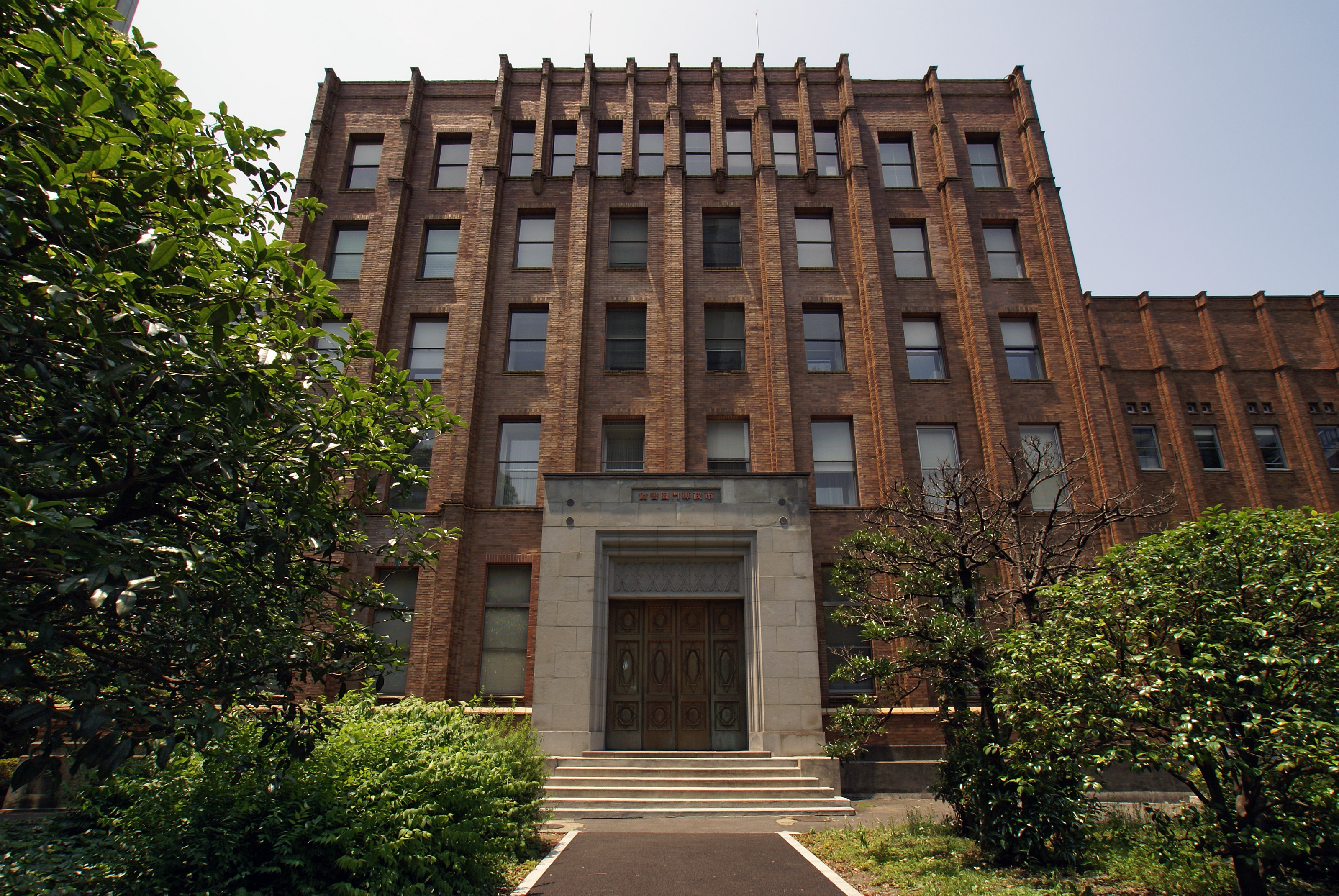
히비야 공회당
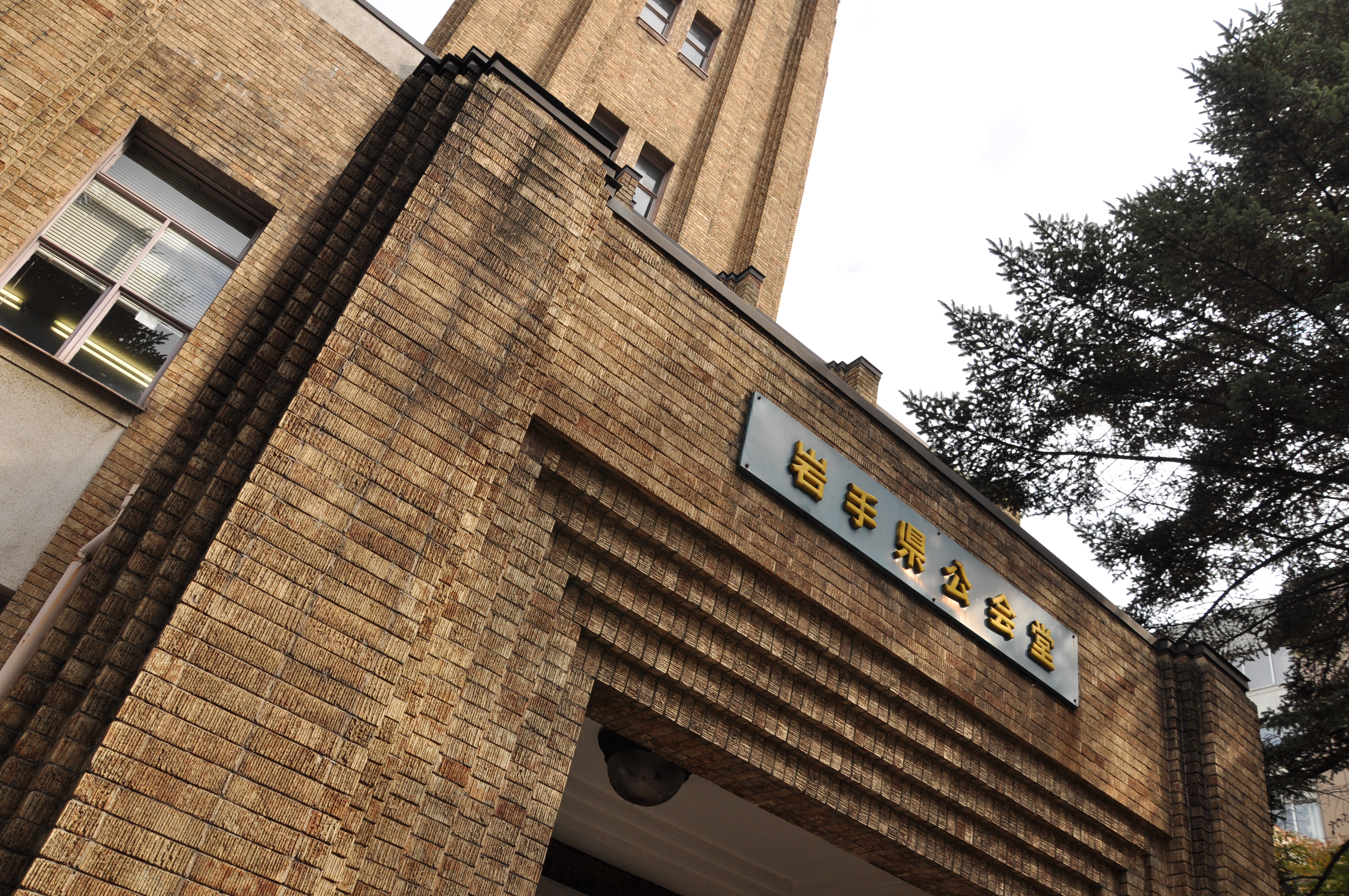
이와테 현 공회당

## 같이 보기
- 구니에다 히로시